# Château de la Roquette (Cheval-Blanc)

Le château de la Roquette est un ancien château fort situé sur la commune de Cheval-Blanc, dans le département de Vaucluse, en région Provence-Alpes-Côte d'Azur.

## Histoire
Le château de la Roquette est mentionné pour la première fois en 1245 dans le Livre Rouge d’Alphonse de Poitiers sous le nom de Castro Roqueta.
Sa construction remonterait au XIIᵉ siècle, et il aurait joué un rôle stratégique important dans la défense de la région du Luberon durant le Moyen Âge. Certaines sources suggèrent qu’il aurait appartenu aux Templiers, bien que cette affiliation ne soit pas formellement attestée.

## Architecture
Les ruines du château de la Roquette présentent des caractéristiques typiques de l’architecture militaire médiévale. On y trouve des fortifications en pierre calcaire du Luberon, bien que très érodées par le temps. Une tour de guet est encore partiellement conservée, servant autrefois à la surveillance des environs.

## Situation géographique
Le château est situé au pied du versant sud-ouest du massif du Luberon, dominant la plaine de la Durance et offrant un large panorama sur la vallée.

## État actuel
Aujourd’hui, le château de la Roquette est en ruines. Seules quelques parties des remparts et une tour subsistent. Le site, bien que peu connu, attire les amateurs d’histoire et de randonnées souhaitant explorer le patrimoine médiéval de la région.
Des initiatives locales visent à mieux faire connaître le site et à en préserver les vestiges.